# 查霍山
13°52′42″S 71°22′2″W / 13.87833°S 71.36722°W
查霍山（Ch'aqu），是秘魯的山峰，位於該國東南部庫斯科大區，處於哈通查霍山東北面和尤拉克哈薩山西北面，屬於安第斯山脈的一部分，海拔高度5,000米。